# 南伊靈站
南伊靈站（英語：South Ealing tube station）是倫敦地鐵的一個車站，位於倫敦西部。南伊靈站是皮卡迪利線希思羅支線的車站，位於倫敦第3收費區。南伊靈站開通於1883年5月1日。

## 外部連結
- . Photographic Archive. London Transport Museum.   [2016-03-01]. （原始内容存档于2014-02-10）.
  - South Ealing station, 1916
  - Ticket hall, 1927